# Кипић
„Кипић“ је југословенски филм из 1972. године. Режирао га је Берислав Макаровић, а сценарио су писали Мирко Божић и Берислав Макаровић.

## Улоге
| Глумац             | Улога |
| ------------------ | ----- |
| Борис Фестини      |       |
| Божидарка Фрајт    |       |
| Шпиро Губерина     |       |
| Угљеша Којадиновић |       |
| Свен Ласта         |       |
| Фрањо Мајетић      |       |
| Миња Николић       |       |
| Иво Сердар         |       |